# Figaro striatus
Figaro striatus es una especie de elasmobranquio carcarriniforme de la familia Scyliorhinidae.